# Hu Shuli
Hu Shuli (kinesiska: 胡舒立), född 1953 i Peking i Kina, är chefredaktör för mediagruppen Caixin Media. Hon är också professor vid skolan för kommunikation och design på Sun Yat-sen-universitetet.
Den första utgåvan av Century Weekly under ledning av Caizin Media släpptes den 4 januari 2010.
Hu Shuli är en del av Reuters rådgivande redaktionella kommitté, medlem av det internationella mediarådet tillhörande World Economic Forum och regional rådgivare för International Center for Journalists. 